# Jean Rostand

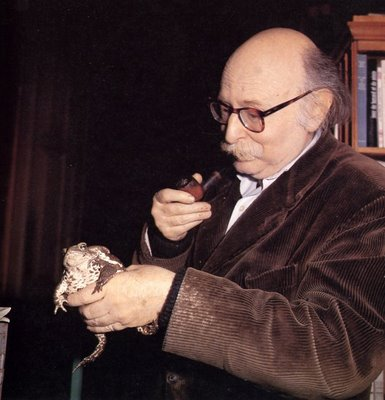
Jean Rostand

Jean Rostand (* 30. Oktober 1894 in Paris; † 4. September 1977 in Ville-d’Avray) war ein französischer Biologe, Philosoph und Schriftsteller.

## Leben
Rostand war der Sohn des Dramatikers Edmond Rostand und der Dichterin Rosemonde Gérard und Bruder des Schriftstellers Maurice Rostand. Er studierte an der Sorbonne, wo er 1911 Abschlüsse in Philosophie und 1913/14 Abschlüsse in Physiologie, Biochemie und Mineralogie machte. Zu dieser Zeit hatte er schon ein eigenes Labor in seinem Elternhaus in Cambo-les-Bains am Rande der Pyrenäen. Als Biologe beschäftigte er sich unter anderem mit Experimenten zu Embryologie und Parthenogenese.
Vor allem ist er aber als Schriftsteller bekannt, als öffentlicher Intellektueller (zum Beispiel gegen Todesstrafe und gegen Atomaufrüstung) mit humanistischem Anliegen. Er war ein bekannter Freidenker, Ehrenpräsident der Gesellschaft der Freidenker (Libre Pensée). Er schrieb zahlreiche Bücher, in denen er die Wissenschaften popularisierte, vor allem über Geschichte der Biologie, aber auch zum Beispiel über Eugenik und auch die Idee zur Kryonik soll er Robert Ettinger geliefert haben.
1936 baute er die Abteilung Biologie im Palais de la découverte in Paris mit auf.
1959 wurde er in die Académie française aufgenommen. 1955 erhielt er den Grand prix de la Fondation Singer-Polignac. Jean Rostand wurde 1959 mit dem Kalinga-Preis für die Popularisierung der Wissenschaft ausgezeichnet. Ihm zu Ehren ist die Rostand-Insel in der Antarktis benannt.
Jean Rostand gehörte 1971 neben Simone de Beauvoir und Gisèle Halimi zu den Gründungsmitgliedern des Vereins Choisir la cause des femmes.

## Literarisches Werk
- Le Retour des pauvres (Paris, Stock, 1919 - Publiziert unter dem Pseudonym Jean Sokori)
- La Loi des riches (Paris, Grasset, 1920)
- Pendant qu'on souffre encore (Paris, Grasset, 1921)
- Ignace ou l'écrivain (Paris, Fasquelle, 1923)
- Deux Angoisses: la mort, l'amour (Paris, Fasquelle, 1924)
- De la vanité et de quelques autres sujets (Paris, Fasquelle, 1925)
- Les Familiotes et autres essais de mystique bourgeoise (Paris, Fasquelle, 1925)
- De l'amour des idées (Paris, Aveline, 1926)
- Le Mariage (Paris, Hachette, 1927)
- Valère ou l'exaspéré (Paris, Fasquelle, 1927)
- Julien ou une conscience (Paris, Fasquelle, 1928)
- Journal d'un caractère (Paris, Fasquelle, 1931)
- Pensées d'un biologiste (Paris, Delamain et Boutelleau, 1939)
- Nouvelles pensées d'un biologiste (Paris, Stock, 1947)
- Notes d'un biologiste (Les Pharmaciens bibliophiles, 1954)

## Wissenschaftliches Werk
- Les Chromosomes, artisans de l'hérédité et du sexe (Paris, Hachette, 1928)
- La Formation de l'être. Histoire des idées sur la génération (Paris, Hachette, 1930)
- De la mouche à l'homme (Paris, Fasquelle, 1930)
- L'état présent du transformisme (Paris, Stock, 1931)
- L'Évolution des espèces. Histoire des idées transformistes (Paris, Hachette, 1932)
- L'Aventure humaine (Paris, Fasquelle, 3 Bände, 1933–1935)
- La Vie des crapauds (Paris, Stock, 1933)
- Les Problèmes de l'hérédité et du sexe (Paris, Rieder, 1933)
- In Zusammenarbeit mit Augustin Boutaric und Pierre Sergescu: Les Sciences. Les sciences mathématiques, les sciences biologiques, les sciences physico-chimiques, (Paris, Denoël, 1933)
- La Vie des libellules (Paris, Stock, 1935)
- Insectes (Paris, Flammarion, 1936)
- In Zusammenarbeit mit Lucien Cuénot: Introduction à la génétique (Paris, Tournier et Constans, 1936)
- La Nouvelle Biologie (Paris, Fasquelle, 1937)
- La Parthénogenèse des vertébrés (Paris, Hermann, 1938)
- Claude Bernard (Paris, Gallimard, 1938)
- Biologie et Médecine (Paris, Gallimard, 1939)
- La Vie et ses problèmes (Paris, Flammarion, 1939)
- Science et Génération (Paris, Fasquelle, 1940)
- L'homme. Introduction à l'étude de la biologie humaine (Paris, Gallimard 1941)
- Les Idées nouvelles de la génétique (Paris, P.U.F., 1941)
- L'Homme, maître de la vie (Paris, Poulet-Malassis, 1941)
- Hommes de vérité. Band 1: Pasteur, Bernard, Fontenelle, La Rochefoucauld (Paris, Stock, 1942)
- La Genèse de la vie. Histoire des idées sur la génération spontanée (Paris, Hachette, 1943)
- L'Avenir de la biologie (Paris, Poulet-Malassis, 1943)
- La Vie des vers à soie (Paris, Gallimard, 1944)
- Esquisse d'une histoire de la biologie (Paris, Gallimard, 1945)
- L'Avenir de la biologie (Paris, Éditions du Sablon, 1946)
- Qu'est-ce qu'un enfant ? (Alençon, Imprimerie Alençonnaise, 1946)
- Charles Darwin (Paris, Gallimard, 1947)
- Hommes de vérité. Band 2: Lamarck, Davaine, Mendel, Fabre, Bruce Frederic Cummings (Paris, Stock, 1948)
- L'Homme devant la biologie (Paris, Poulet-Malassis, 1949)
- La Parthénogenèse, reproduction virginale chez les animaux (Paris, Poulet-Malassis, 1949)
- La Parthénogenèse animale (Paris, P.U.F., 1949)
- La Biologie et l'avenir humain (Paris, Albin Michel, 1950)
- Les Grands courants de la biologie (Paris, Gallimard, 1951)
- Les Origines de la biologie expérimentale et l'abbé Spallanzani (Paris, Fasquelle, 1951)
- La Génétique des Batraciens (Paris, Hermann, 1951)
- L'Hérédité humaine (Paris, P.U.F., 1952)
- Pages d'un moraliste (Paris, Fasquelle, 1952)
- Ce que nous apprennent les crapauds et les grenouilles (Paris, Poulet-Malassis, 1953)
- Ce que je crois (Paris, Grasset, 1953)
- Instruire sur l'homme (Nice, Éditions médicales La Diane Française, 1953)
- La Vie, cette aventure. Entretiens avec Paul Bodin (Paris, La Table ronde, 1953)
- Notes d'un biologiste (Paris, Les pharmaciens bibliophiles, 1954)
- Les Crapauds, les grenouilles et quelques problèmes biologiques (Paris, Gallimard, 1955)
- Le Problème biologique de l'individu (Paris, Poulet-Malassis, 1955)
- L'Atomisme en biologie (Paris, Gallimard, 1956)
- Peut-on modifier l'homme? (Paris, Gallimard, 1956)
- L'Homme de l'an 2000 (Paris, Société parisienne d'imprimerie, 1956)
- Science fausse et fausses sciences (Paris, Gallimard, 1958)
- Aux sources de la biologie (Paris, Gallimard, 1958)
- Bestiaire d'amour (Paris, Gallimard, 1958)
- Anomalies des Amphibiens anoures(Paris, Sedes, 1958)
- Carnet d'un biologiste (Paris, Stock, 1959)
- Les Origines de la biologie expérimentale (Paris, Poulet-Malassis, 1959)
- Espoir et Inquiétudes de l'homme (Paris, Club du Meilleur Livre, 1959)
- Discours de réception de Jean Rostand à l'Académie française et Réponse de Jules Romains (Paris, Gallimard, 1959)
- L'Évolution (Paris, Robert Delpine, 1960)
- La Biologie et les Problèmes humains (Paris, Cercle parisien de la Ligue Française de l'Enseignement, 1960)
- La Biologie inventrice (Paris, Éditions du Palais de la Découverte, 1961)
- Aux Frontières du surhumain (Paris, UGE 10/18, 1962)
- Mit Andrée Tétry: La Vie (Paris, Larousse, 1962)
- Le Droit d'être naturaliste (Paris, Stock, 1963)
- Biologie et Humanisme (Paris, Gallimard, 1964)
- Hommes d'autrefois et d'aujourd'hui (Paris, Gallimard, 1966)
- Maternité et Biologie (Paris, Gallimard, 1966)
- Inquiétudes d'un biologiste (Paris, Gallimard, 1967)
- Le Courrier d'un biologiste (Paris, Gallimard, 1970)
- Quelques discours (1964-1970) (Paris, Club humaniste, 1970)
- Les Étangs à monstres. Histoire d'une recherche (1947-1970) (Paris, Stock, 1971)
- Mit Andrée Tétry: L'Homme. Initiation à la biologie (Paris, Larousse, 1972)
- Entretiens avec Eric Laurent (Paris, Stock, 1975)

## Diskografie
- Un cri d'Indignation et d'espoir, Redebeitrag von Rostand als Präsident des Mouvement contre l'armement atomique (Bewegung gegen atomare Bewaffnung), 16. Januar 1967, Langspielplatte 33 Umdrehungen,  (Paris, MCAA, 1967)